# Guidopolis
Guidopolis es una ciudad ficticia de la serie animada original de la cadena Fox, Los Simpson. Guidopolis se encuentra al norte de Ogdenville y al sur de North Haverbrook.

## Historia
Guidopolis fue nombrado por primera vez en un capítulo de la temporada 19, en el capítulo 3 de ésta Midnight Towboy.  En el capítulo, Homer busca víveres para la familia, cosa que no encontró en Springfield e inició un viaje en auto pasando por Shelbyville y Ogdenville llega a Guidopolis. Allí va a la tienda Mook-E-Mart, que es una clara copia de la tienda de Springfield el Kwik-E-Mart. En la tienda Homer compra leche, para Maggie.

## Inmigrantes
Esta ciudad tiene una gran cantidad de habitantes de ascendencia italiana, como el dueño del Mook-E-Mart.

## Lugares conocidos
Un lugar conocido en Guidopolis es la tienda de abarrotes Mook-E-Mart (parodia de Kwik-E-Mart).